# MePZ Cum anima
Cum anima (v prevodu iz latinskega jezika: z dušo) je pevski zbor iz Šmartnega pri Litiji, ki pod okriljem Prosvetnega društva Šmartno neprestano deluje od leta 2007. 
V njem prepeva več kot 40 pevcev iz kraja in okolice. Njegova največja dosežka ste pridobljeni bronasta in srebrna plaketa na 22. in 23. državnem zborovskem tekmovanju Naša pesem 2012 in 2014 v Mariboru.  V letu 2013 je zbor prvič na Slovenskem izvedel delo Sunrise Mass norveškega skladatelja Ola Gjeila.
Zbor od njegovega nastanka vodi Monika Fele.